# The New OK
The New OK è il tredicesimo album in studio del gruppo musicale statunitense. Drive-By Truckers, pubblicato in digitale il 2 ottobre 2020 e fisicamente il successivo 18 dicembre su etichetta discografica ATO Records.

## Descrizione
Consiste in outtake del loro precedente album The Unraveling, con canzoni risalenti al 2011 e brani che Patterson Hood ha registrato nell'estate del 2020 in risposta alle proteste di Black Lives Matter a Portland, nell'Oregon, e alla pandemia di COVID-19.. Ha raggiunto la posizione numero 14 nella classifica dei migliori album americani / folk di Billboard la settimana del 1º gennaio 2021
Nelle note di copertina dell'album, il cantautore Patterson Hood ha spiegato l'ispirazione per la title track e l'album, scrivendo: «Le persone interessate che amo spesso mi chiedono come sto. Risponderei che "sto OK... The New OK".» Le canzoni The Unraveling, The Perilous Night e Sarah's Flame sono state scritte tra il 2017 e il 2019 per il loro precedente album The Unraveling', mentre The Distance risale al 2011 ed era originariamente destinata all'album English Oceans. Riguardo alle canzoni scritte durante la tumultuosa estate del 2020, Hood ha affermato: «Ho scritto Watching the Orange Clouds il fine settimana dopo l'omicidio di George Floyd mentre guardavo l'intero paese insorgere in una caotica tempesta di rabbia e chiedere un diritto. Ho scritto The New OK un paio di mesi dopo, durante l'occupazione federale nella mia città natale adottiva di Portland, nell'Oregon.»

## Accoglienza
The New OK è stato accolto con recensioni generalmente positive. Metacritic, che assegna una valutazione normalizzata su 100 alle recensioni di critici professionisti, ha dato all'album ha un punteggio medio di 80, basato su 10 recensioni. In una recensione a quattro stelle The Guardian ha affermato che l'album sembra un «disco di accompagnamento» a The Unraveling e che «in un momento di tale divisione, è un disco sorprendentemente coraggioso e tanto più necessario per questo». In una recensione generalmente positiva, Pitchfork ha commentato che The New OK è un'opportunità per mostrare più lati di se stessi, dai fiati R&B di quelle sessioni di Memphis al punk vecchia scuola della loro cover dei Ramones al post-punk delle canzoni appena scritte di Hood». Per quanto riguarda i temi dell'album e il contenuto dei testi, la recensione ha concluso che «piuttosto che lamentarsi della nuova normalità che tutti siamo stati costretti ad accettare, i Truckers celebrano la nostra adattabilità e la nostra forza d'animo, promettendo sottilmente che ci saranno giorni migliori e più spettacoli rock in futuro.»

## Tracce
1. The New OK – 4:25
2. Tough to Let Go – 4:49
3. The Unraveling – 2:44
4. The Perilous Night – 4:37
5. Sarah's Flame – 3:32
6. Sea Island Lonely – 4:20
7. The Distance – 4:06
8. Watching the Orange Clouds – 5:15
9. The KKK Took My Baby Away – 2:31